# Oakland Stompers
Oakland Stompers – amerykański klub piłkarski z Oakland, w stanie Kalifornia. Drużyna występowała w lidze NASL, a jego domowym obiektem był Oakland-Alameda County Coliseum. Zespół istniał w 1978 roku.

## Historia
Klub został założony w 1978 roku w Oakland jako kontynuator tradycji Connecticut Bicentennials i istniał tylko przez jeden rok kalendarzowy. W swoim jedynym sezonie w lidze NASL zajął 3. miejsce w Dywizji Zachodniej i nie zakwalifikował się do fazy play-off. Po zakończeniu sezonu 1978 klub został przeniesiony do kanadyjskiego Edmonton i występował w lidze NASL pod nazwą Edmonton Drillers.

## Sezon po sezonie
| Sezon | Liga | Z  | P  | Pkt | Sezon                                                 | Playoff                | Śr. frekwencja |
| ----- | ---- | -- | -- | --- | ----------------------------------------------------- | ---------------------- | -------------- |
| 1978  | NASL | 12 | 18 | 103 | 3.miejsce, Konferencja Amerykańska, Dywizja Zachodnia | Nie zakwalifikował się | 11,929         |

## Skład
| Nr | Poz. | Piłkarz           |
| -- | ---- | ----------------- |
| 1  | BR   | Shep Messing      |
| 2  | PO   | Joe Raduka        |
| 3  | OB   | Alec Lindsay      |
| 4  | OB   | Volker Fass       |
| 4  | OB   | John Rowlands     |
| 5  | PO   | Blagoje Paunović  |
| 6  | PO   | Peter Enders      |
| 6  | OB   | Bruce Twamley     |
| 7  | NA   | Geoff Wegerle     |
| 8  | PO   | Andy Atuegbu      |
| 9  | NA   | Ehud Ben-Towim    |
| 9  | PO   | Miro Djordjevic   |
| 9  | NA   | Mike Flater       |
| 10 | PO   | Karl-Heinz Mrosko |

| Nr | Poz. | Piłkarz            |
| -- | ---- | ------------------ |
| 11 | NA   | Mark Liveric       |
| 12 | NA   | Andy McCulloch     |
| 13 | NA   | Bogdan Turudija    |
| 14 | PO   | Alex Lesh          |
| 15 | OB   | Lee Atack          |
| 16 | NA   | Tony Graham        |
| 17 | PO   | Mike Dokich        |
| 17 | OB   | Franciszek Smuda   |
| 18 | NA   | Božidar Ban        |
| 19 | BR   | Gene DuChateau     |
| 20 | NA   | Archie Roboostoff  |
| 21 | PO   | Szemu’el Rosenthal |
| 22 | NA   | Johnny Moore       |

## Trenerzy
- 1978:  Mirko Stojanovic
- 1978:  Ken Bracewell
- 1978:  Shep Messing
- 1978:  Dick Berg
- 1978:  Karl-Heinz Mrosko[1]